# ГЕС-ГАЕС Пракомуне
ГЕС-ГАЕС Пракомуне (італ. Pracomune, нім. Kuppelwieser Alm) — гідроелектростанція на півночі Італії (історичний регіон Південний Тіроль), у північно-східній частині Ортлерських Альп. Споруджена у сточищі річки Вальсура (нім. Falschauer), яка є правою притокою Адідже (впадає в Адріатичне море, утворюючи спільну дельту із По).
Вода для роботи ГЕС подається із водосховища Лаго-ді-Куайра (італ. Quaira Mine, нім. Arzkar-Stausee), створеного в гірському масиві лівобережжя Вальсура на її притоці Пракомуне. Цю водойму площею поверхні 0,35 км2 та об'ємом 12,6 млн м3 утримує гравітаційна гребля висотою 85 метрів та довжиною 465 метрів. Звідси вода подається до підземного машинного залу, обладнаного турбіною типу Френсіс потужністю 42 МВт, яка працює при напорі у 377 метрів. При цьому малий природний приток забезпечує виробіток лише 13 млн кВт·год електроенергії на рік.
Відпрацьована вода відводиться до верхнього балансуючого резервуара ГЕС С.Вальпурга (нім. St.Walburg), яка становить другий ступінь у каскаді на Вальсура. Сполучення з цією гідротехнічною схемою дає змогу станції Пракомуне виконувати функцію гідроакумуляції з використанням насосу потужністю 35,6 МВт. Він закачує до Лаго-ді-Куайра воду, отриману через згаданий вище балансуючий резервуар із водосховища Лаго-ді-Фонтана-Б'янка (італ. Lago di Fontana Bianca, нім. Weißbrunnerstausee), створеного передусім для подачі ресурсу на станцію С. Вальпурга. Останнє сховище має об'єм 1,5 млн м3 та утримується двома невеликими земляними греблями. Варто відзначити, що до нього надходить вода, відпрацьована на ГЕС Фонтана-Б'янка.